# Aldeia de Santa Margarida
Aldeia de Santa Margarida es una freguesia portuguesa del concelho de Idanha-a-Nova, con 13,59 km² de superficie y habitantes (2001). Su densidad de población es de 27,1 hab/km².

## Galería

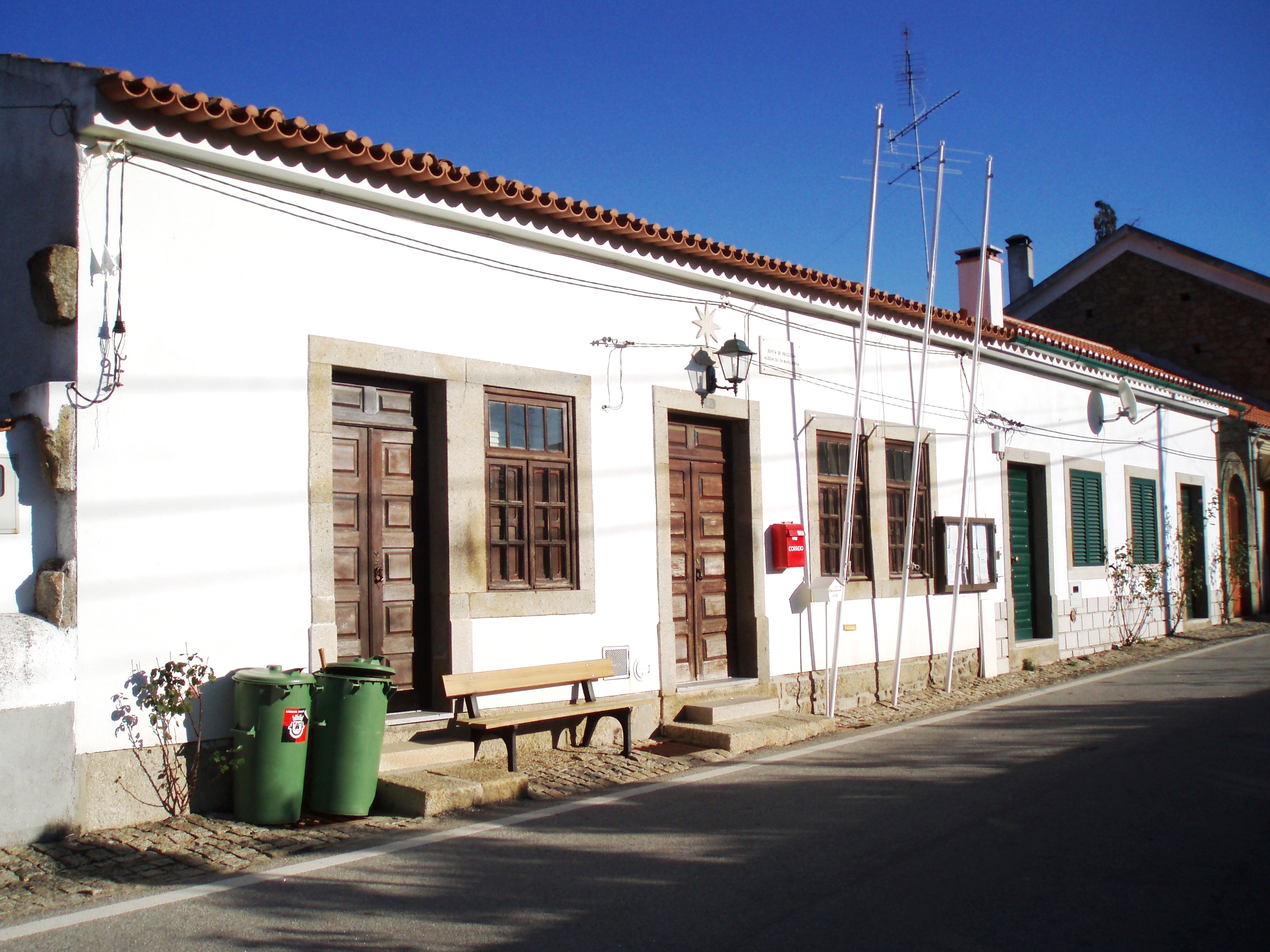
Junta de Freguesia de Aldeia de Santa Margarida